# Paarite
La paarite è un minerale.